# Žabljak (Plovuča)
Pour les articles homonymes, voir Žabljak.
Le Žabljak est une rivière de Bosnie-Herzégovine ; elle coule dans l'ouest du pays et sur le poljé de Livno. Sa longueur est de 4 km.

## Parcours
Le Žabljak mêle ses eaux à la Bistrica et à la Sturba pour former la rivière Plovuća, qui disparaît aux pieds des monts Dinara.